# Ariarne Titmus
Ariarne Titmus (sinh ngày 7 tháng 9 năm 2000) là một vận động viên bơi lội người Úc và đương kim vô địch Thế vận hội ở nội dung 200 mét và 400 mét tự do nữ. Cô hiện đang đại diện Cali Condors, một phần của International Swimming League. Năm 2015, Titmus và gia đình cô, bao gồm cả bố cô Steve Titmus, chuyển từ Tasmania đến Queensland để có cơ hội đào tạo tốt hơn.

## Sự nghiệp
Titmus tham dự nội dung 200 mét tự do nữ tại Giải vô địch thể thao dưới nước thế giới 2017.
Tại Đại hội Thể thao Khối Thịnh vượng chung 2018, Titmus giành huy chương vàng ở nội dung 4 x 200 mét tiếp sức tự do. Vào ngày 14 tháng 12 năm 2018, cô lập một kỷ lục thế giới mới ở nội dung 400 mét tự do bể ngắn nữ của Giải vô địch bơi lội thế giới FINA 2018 với thời gian 3:53.92, phá kỷ lục trước đó của Wang Jianjiahe lập hai tháng trước đó 0.05 giây. Titmus là một trong 27 kình ngư đại diện Úc tại Giải vô địch thể thao dưới nước thế giới 2019 ở Gwangju, Hàn Quốc. Sau khi về nhì ở vòng loại nội dung 400 mét tự do nữ, cô giành huy chương vàng và phá kỷ lục châu Đại Dương trong chung kết với thời gian 3:58.76, hơn kình ngư Mỹ Katie Ledecky một giây.
Năm 2019, Titmus là thành viên của International Swimming League, đại diện cho Cali Condors, kết thúc ở vị trí số 3 trong chung kết ở Las Vegas, Nevada, vào tháng 12. Titmus về đích thứ nhất nội dung 400 mét tự do nhiều lần trong suốt mùa giải, bao gồm cả chung kết.
Năm 2021, Titmus giành 2 huy chương vàng cho Úc tại Thế vận hội Mùa hè 2020 ở Tokyo. Với thời gian 3:56.69 ở chung kết nội dung 400 mét tự do, cô vượt qua người giữ kỷ lục thế giới Katie Ledecky chưa đầy một giây. Với kỷ lục Thế vận hội mới 1:53.50 ở chung kết nội dung 200 mét tự do, cô đã vượt qua Siobhan Haughey của Hồng Kông để giành huy chương vàng. Titmus cũng là thành viên của đội tiếp sức giành huy chương đồng ở nội dung 4x200 mét tiếp sức tự do nữ, xếp sau Trung Quốc và Hoa Kỳ.